# Aeroportul Le Puy – Loudes
Aeroportul Le Puy – Loudes (IATA: LPY, ICAO: LFHP) este un aeroport din Chaspuzac, Cantonul Loudes, Arondismentul Le Puy-en-Velay, Haute-Loire, Auvergne-Ron-Alpi, Franța metropolitană, Franța ce deservește zona Le Puy-en-Velay. Aeroportul a fost tranzitat în 2022 de 4.064 de pasageri. A fost numit după zona deservită.
Situat la o altitudine de 832 m, aeroportul dispune de o singură pistă.